# 김기섭 (대학교수)
김기섭(金琪燮)은 한국의 대학교수이자 부산대 총장을 지냈다.

## 약력
소속 부산대학교(교수)
1973 ~ 1976 경남고등학교
1976 ~ 1983 부산대학교 사학과 학사
1983 ~ 1986 서울대학교 대학원 국사학 석사
1990 ~ 1993 부산대학교 대학원 사학과 박사
경력 한국대학교육협의회 부회장
2015.01 전국국공립대학교 총장협의회 회장 부산과학기술협의회 공동이사장
2012.01~2015.09 제19대 부산대학교 총장

## 총장 직선제와 고현철 투신
2011년 11월 11일 치러진 부산대 총장 임용후보자 추천선거에서 후보자로 선출됐다. 교육과학기술부의 제청과 국무회의 심의·의결을 거쳐 2012년 1월 6일 임기 4년의 부산대 총장에 임명됐다.
직선제 총장으로 취임한 김기섭은 2015년 9월로 임기가 만료되었다. 만료 직전인 2015년 8월 17일 고현철 부산대 교수 총장 직선제 폐지 반대 등 민주주의 실현 요구하며 스스로 목숨을 끊었다. 고현철 교수 투신 여파로 부산대는 총장 간선제 추진 방침을 철회했다.

국공립대학 가운데 유일하게 직선제를 유지하던 부산대는 2011년 10월 총장 직선제 유지를 공약으로 내걸고 4년 임기의 총장에 당선된 김기섭 총장이 이듬해 간선제로 전환하겠다고 밝히면서 학교 쪽과 교수회가 정면으로 충돌했다. 교육부가 2012년 1월 “국립대학이 총장 직선제를 폐지하지 않으면 교육역량강화사업의 사업비 지원 대상에서 제외하거나 지원금을 대폭 삭감하겠다”고 으름장을 놓자 김 총장이 태도를 바꾼 것이다. 김 총장의 방침에 부산대 교수회는 크게 반발해왔고 총장실 부속 접견실 점거 농성을 벌인 데 이어 지난해 12월 총회를 열어 직선제 유지를 결의하고 단식농성을 열여 왔다.
그동안 교육부가 재정 지원 등을 무기로 국립대 총장 선출 방식을 간선제로 바꾸도록 압박하고 정원 축소 등 일방적 구조조정을 추진해온 행태를 비판하는 목소리가 더욱 거세어졌다.